# Dicranomyia (Dicranomyia) venatrix
Dicranomyia (Dicranomyia) venatrix is een tweevleugelige uit de familie steltmuggen (Limoniidae). De soort komt voor in het Neotropisch gebied.